# Couverture (équitation)
Pour les articles homonymes, voir Couverture.
 (décembre 2022).
La mise en forme du texte ne suit pas les recommandations de Wikipédia : il faut le « wikifier ».
Les points d'amélioration suivants sont les cas les plus fréquents. Le détail des points à revoir est peut-être précisé sur la page de discussion.
- Les titres sont pré-formatés par le logiciel. Ils ne sont ni en capitales, ni en gras.
- Le texte ne doit pas être écrit en capitales (les noms de famille non plus), ni en gras, ni en italique, ni en « petit »…
- Le gras n'est utilisé que pour surligner le titre de l'article dans l'introduction, une seule fois.
- L'italique est rarement utilisé : mots en langue étrangère, titres d'œuvres, noms de bateaux, etc.
- Les citations ne sont pas en italique mais en corps de texte normal. Elles sont entourées par des guillemets français : « et ».
- Les listes à puces sont à éviter, des paragraphes rédigés étant largement préférés. Les tableaux sont à réserver à la présentation de données structurées (résultats, etc.).
- Les appels de note de bas de page (petits chiffres en exposant, introduits par l'outil «  Source ») sont à placer entre la fin de phrase et le point final[comme ça].
- Les liens internes (vers d'autres articles de Wikipédia) sont à choisir avec parcimonie. Créez des liens vers des articles approfondissant le sujet. Les termes génériques sans rapport avec le sujet sont à éviter, ainsi que les répétitions de liens vers un même terme.
- Les liens externes sont à placer uniquement dans une section « Liens externes », à la fin de l'article. Ces liens sont à choisir avec parcimonie suivant les règles définies. Si un lien sert de source à l'article, son insertion dans le texte est à faire par les notes de bas de page.
- La présentation des références doit suivre les conventions bibliographiques. Il est recommandé d'utiliser les modèles {{Ouvrage}}, {{Chapitre}}, {{Article}}, {{Lien web}} et/ou {{Bibliographie}}. Le mode d'édition visuel peut mettre en forme automatiquement les références.
- Insérer une infobox (cadre d'informations à droite) n'est pas obligatoire pour parachever la mise en page.

Pour une aide détaillée, merci de consulter Aide:Wikification.
Si vous pensez que ces points ont été résolus, vous pouvez retirer ce bandeau et améliorer la mise en forme d'un autre article.
 (septembre 2016).
Si vous disposez d'ouvrages ou d'articles de référence ou si vous connaissez des sites web de qualité traitant du thème abordé ici, merci de compléter l'article en donnant les références utiles à sa vérifiabilité et en les liant à la section « Notes et références ».

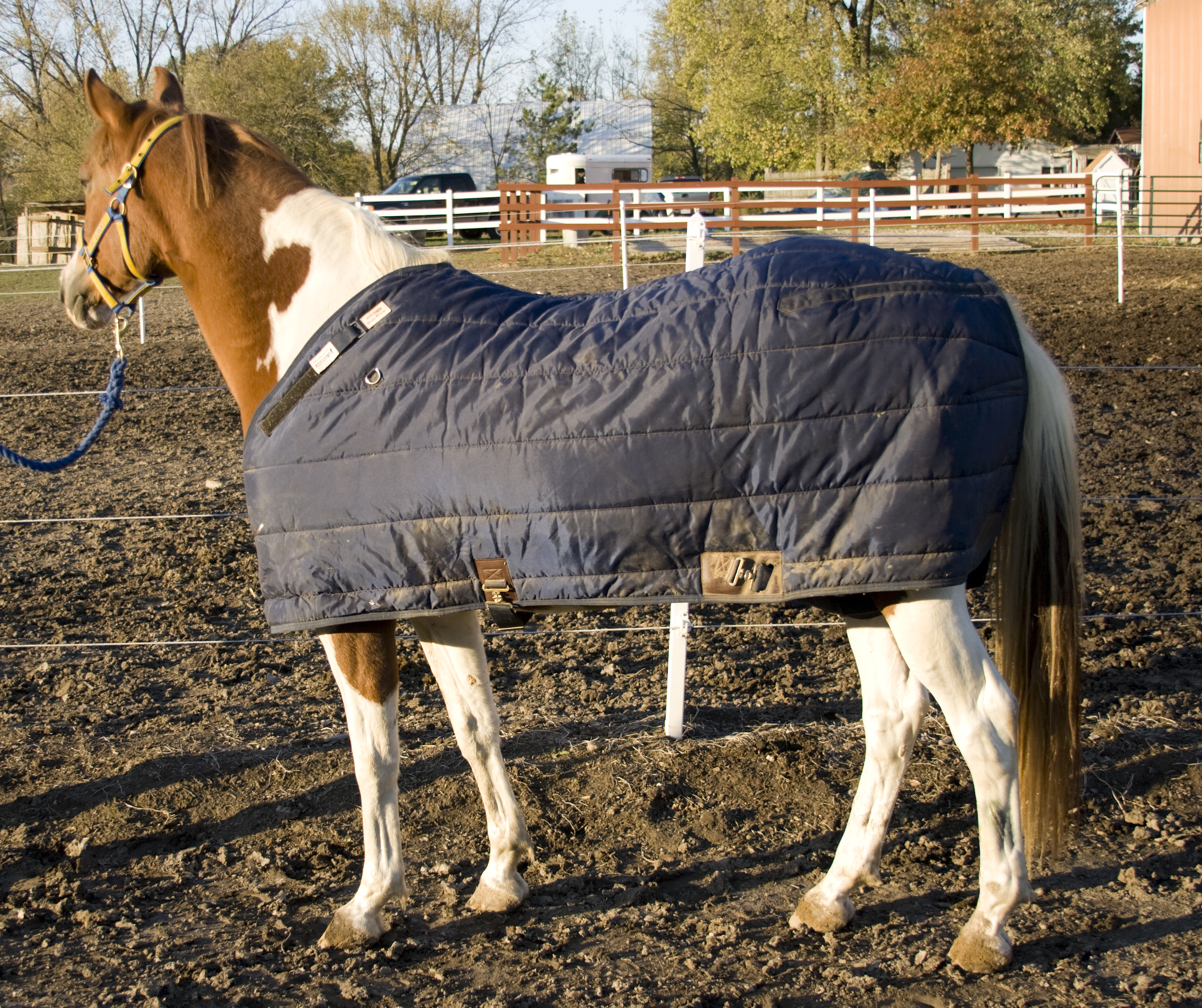
Cheval pie portant une couverture d'hiver

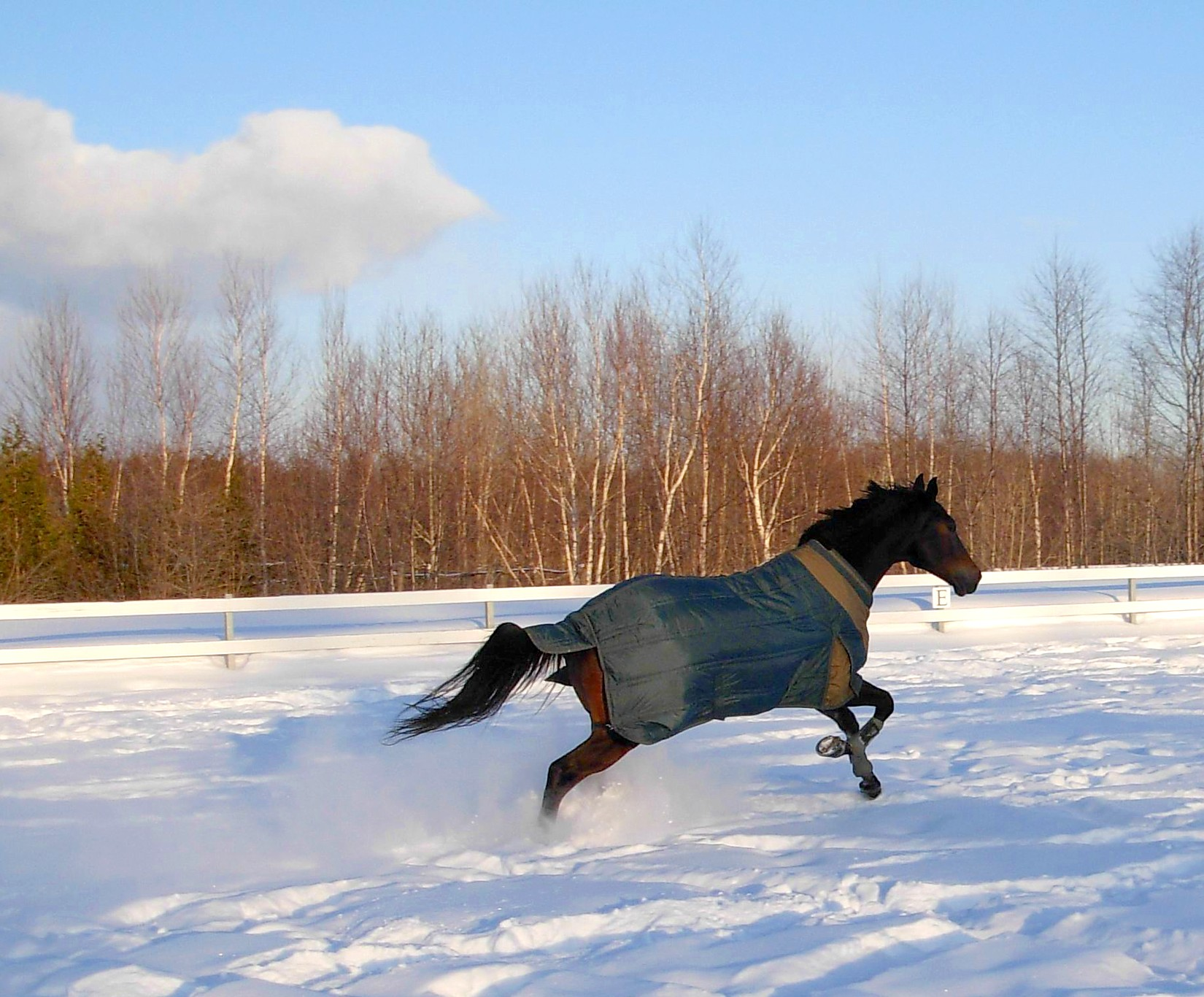
Cheval bai portant une couverture d'hiver

Il existe plusieurs types de couvertures pour chevaux servant à protéger le cheval du froid ou des intempéries. Leur solidité est exprimée en « deniers ». Plus une couverture a un grammage élevé (en g/m²), plus elle est chaude. En règle générale les couvertures peuvent aller de 300 deniers à 2 000 deniers et de 100 g/m² à 400 g/m². La taille de la couverture doit être adaptée au cheval.
Les couvertures occasionnent en général des frottements au niveau des épaules du cheval. Contre cet inconvénient, il existe donc des protège-épaule, souvent en lycra.

## Couvertures de box ou d'écurie
Les couvertures de box sont au mieux composées d'un padd de garrot pour protéger cette partie de la pression et des frottements, de deux boucles au poitrail, de sangles croisées et de courroies de cuisse. Ces couvertures ne sont pas imperméables. Selon que le cheval est tondu ou non, un grammage différent sera choisi. La meilleure option est de posséder une couverture avec un gros grammage pour les grands froid et une couverture moins chaude pour la mi-saison.

## Couvertures d'extérieur ou de prairie
Ces couvertures sont imperméables. Elles peuvent être "turn-out" c'est-à-dire qu'elles sont conçues pour ne pas tourner lorsque le cheval se roule ou se défoule au pré. Il existe plusieurs types de couvertures d'extérieur :
- couverture simple allant du garrot à la croupe ;
- couverture avec couvre-cou amovible ;
- couverture intégrale allant de la nuque à la croupe sans couture dorsale.

Certaines couvertures sont doublées ce qui permet de sortir le cheval par temps froid alors que d'autres ne le sont pas et dans ce cas, le cheval peut porter également une sous-couverture chaude en dessous.
Certaines couvertures sont deux en un, c'est-à-dire qu'elles possèdent une sous-couverture et une couverture de prairie amovibles. Ainsi, à la mi-saison, il est possible de ne mettre que la sous-couverture.
Ce type de couverture nécessite un lavage spécial pour rester imperméable. Il y a deux options : faire laver la couverture par un professionnel qui le propose (sellerie en général) ou la laver soi-même avec un produit imperméabilisant.

## Autres types de textiles pour chevaux
La chemise polaireIdéale en mi-saison ou en sous couverture. Les chemises servent également au transport des chevaux pour leur éviter un coup de froid car une couverture serait sûrement trop chaude.
La chemise nid d'abeilleIl s'agit d'une chemise filet à trous, qui sert à faire sécher le cheval. L'air peut y circuler et la chemise absorbe la transpiration du cheval.
La chemise séchanteFabriquées en matières absorbantes et respirantes, ces chemises servent comme leur nom l'indique à sécher le cheval après le travail. Certaines ont un couvre-cou intégré afin de faire sécher l'encolure.
Il existe également des couvertures spéciales pour quarter-horse, ces chevaux ayant une morphologie bien particulière.